# دراج بال‌سرخ
دراج بال‌سرخ (نام علمی: Scleroptila levaillantii) نام یک گونه از سرده دراج‌های آفریقایی است.